# Діонісій I Сиракузький

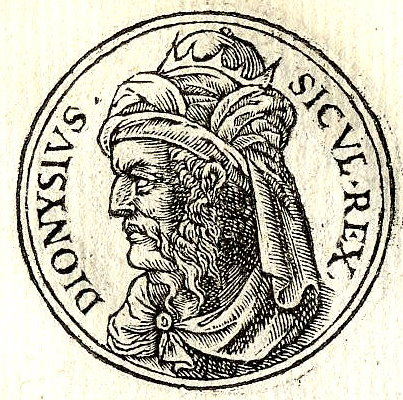
Діонісій I Сиракузький, зображення, наведене у «Promptuarii Iconum Insigniorum»

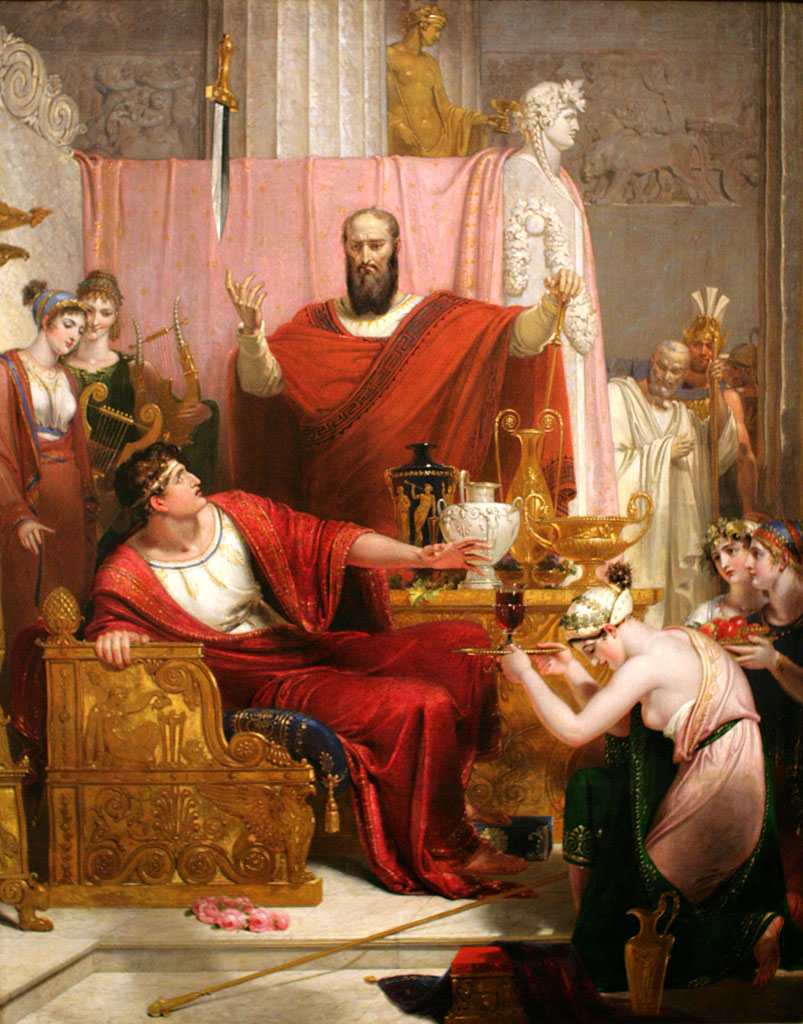
Дамоклів меч, картина Ричард Вестол, яка зображує Діонісія І та Дамокла

Діонісій I Сиракузький, також Діонісій Старший (грец. Διονύσιος, 431 до н. е. — 367 до н. е.) — сиракузький тиран, в добу його правління Сиракузи стали найпотужнішою грецькою колонією на заході. Водночас Діонісій у стародавніх вважався першим і найвидатнішим прикладом пізніших «поганих» тиранів, внаслідок своєї жорстокості, свого безбожництва і крайньої недовіри до оточення.
Із життям Діонісія І пов'язаний давньогрецький переказ про Дамоклів меч.

## Ранні роки
Діонісій походив з нижчого стану. Діонісій відзначився у війні, яку Сиракузи вели з Карфагеном, починаючи з 410 до н. е. Втікаючи після перемоги карфагенян в Сиракузи, агрігентці вважали, що причиною взяття їх міста карфагенянами (406 до н. е.) була нездатність надісланих до них сиракузьких полководців. Діонісій звинуватив останніх перед народом у зраді і домігся завдяки підтримці Філіста того, що народ обрав інших полководців, в тому числі і його самого. Він посилив свою партію поверненням із заслання вигнанців, прив'язав до себе військо підвищенням платні, усунув своїх товаришів і став єдиним воєначальником.

## Здобуття Сиракуз
Наступним кроком Діонісія стало формування загону охоронців, і 406 до н. е. у віці 25 років він вирушив до Сиракуз, де оголосив себе одноосібним володарем міста. Попри поразку при Гелі і на обурення війська, він досяг миру, поступившись Гімерою і Агрігентом карфагенянам і забезпечив своє панування над Сиракузами залученням до себе найманців, особливо кампанців, зміцненням частини міста, яка називалася Ортігією і завоюваннями (406 до н. е.) Він одружився з дочкою полководця Гермократа, а після її смерті одружився в один і той же час з Арістомахою, сестрою Діона, і локрянкой Доридою.

## Друга війна з Карфагеном

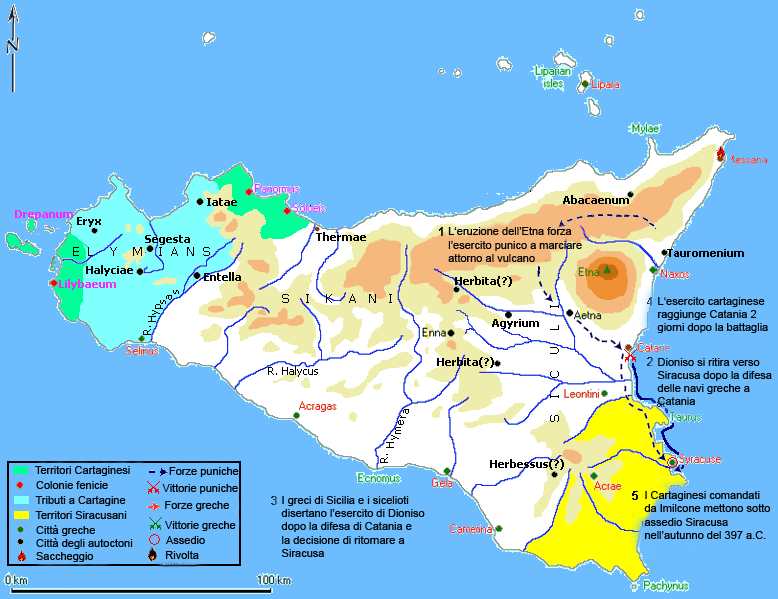
Сицилія у 397 році до н. е.

399 до н. е. Діонісію йому належала вся частина Сицилії, що не перебувала в руках карфагенян. Здійснивши масштабні приготування (побудовано кораблі з п'ятьма рядами полиць для веслярів і катапульти), він почав другу війну з Карфагеном, у 397 до н. е. обложив місто Мотію (Μοτύη), але перед чисельною перевагою Гімільконового війська мав відступити в Сиракузи й тут сам був обложений.
Діонісій захищався успішно, налаштував прихильно до себе громадян поблажливістю і помірністю і був врятований завдяки епідемії чумі, що спалахнула в таборі карфагенян у 396 до н. е.. Гімількон Молодший відступив з рештою свого війська, але Магон продовжував війну, поки карфагеняни не уклали мир в 392 до н. е., поступившись Діонісію містом Тавроменія. Вже під час війни Діонісій виявляв свою жорстокість тим, що карав багатьох громадян з метою захопити їхні гроші для покриття військових витрат. Тепер він звернув свою зброю проти грецьких міст Нижньої Італії. Кротонці були переможені, а місто Регій після одинадцятимісячної облоги голодом примушений здатися і піддався всій жорстокості переможця в 387 до н. е.

## Третя і четверта війна з Карфагеном
Після кількох років миру, в продовження яких встановилися дружні відносини зі Спартою і утвердилося панування Сиракуз на Адріатичному морі, Діонісій почав третю війну з Карфагеном, в якій здобув перемогу над Магоном при Кабалі, потім сам зазнав поразки біля Кронії і при укладенні миру змушений був зробити деякі поступки Карфагену. Відтак річка Галік (Άλυκος) перетворилась на кордон його володінь (383 до н. е.) Коли його плани на Епір і Дельфи не вдалися, він почав четверту війну проти Карфагена. Спочатку воював успішно, але, коли флот його було знищено в гавані під горою Еріксом (Eryx), настало перемир'я.

## Смерть Діонісія
Незабаром за тим 367 до н. е. Діонісій помер від непомірності або від отрути, піднесеної йому сином, або від радості з приводу перемоги, здобутої ним як драматичним письменником
Діонісій Молодший, або Діонісій II Сиракузький, — його син від локрянки Дориди, став наступником. Не отримавши внаслідок недовіри до нього батька в юності доброго виховання, він успадкував від батька твердо встановлену владу 367 до н. е. Не маючи войовничих нахилів, поспішив закінчити війну з Карфагеном. Загалом його правління не ознаменувалося видатними військовими подіями.

## Родина
1. Дружина — Дорида, донька Ксенета, локрійського аристократа
Діти:
- Діонісій (396—337 до н. е.), тиран Сиракуз з 367 по 357 роки до н. е. та з 346 по 344 роки до н. е.
- Гермокріт (д/н)
- Дікейсина (д/н), дружина Лептіна, зведеного брата Діонісія I, тирана Сиракуз

2. Дружина — Арістомаха (д/н-353 до н. е.), донька Гіппаріна, сиракузького аристократа
Діти:
- Нісей (д/н-346 до н. е.), тиран Сиракуз з 350 до 346 року до н. е.
- Гіппарін (382/386-350 роки до н. е.), тиран Сиракуз з 352 до 350 року до н. е.
- Софросіна, дружина Діонісія II, тирана Сиракуз
- Арета (д/н-353 до н. е.), дружина Діона, тирана Сиракуз з 357 до 354 року до н. е.

## Поетичний талант Діонісія
Не зважаючи на свою жорстокість та імпульсивність, в душі Діонісія виявлялися іноді благородні пориви (Дамон Афінський і Фінтій) і він ясно усвідомлював своє становище. Спонукуваний марнославством і майже хворобливою схильністю до трагедії, він хотів бути поетом, не володіючи талантом. Його поетичні твори сміливо критикувались Філоксеном і висміювали в Олімпії, в Афінах. Проте в 367 до н. е. він отримав приз за одну зі своїх трагедій «Λύτρα Έκτορος», уривки якої зібрав Йоган Август Наувах у праці «Tragicorum Graecorum Fragmenta».

## Образ в літературі
Діонісій I Сиракузький виступає одним з головних дійових осіб в романі «Маска Аполлона» британської письменниці Мері Рено. Значна увага приділяється реалістичному опису міста Сиракузи доби Діонісія: його городян, деяких споруд, зокрема театру, а також облаштування фортеці Ортігія. Згадується поетичний талант правителя, його товариські відносини із Діоном Сиракузьким та нетривала зустріч із Платоном.